# 夏よ止めないで 〜You're Romantic〜
「夏よ止めないで 〜You're Romantic〜」（なつよとめないでユーアーロマンチック）は、flumpoolの13枚目のシングル。2015年8月5日発売。

## 解説
- 初回限定盤には特典のDVD『SAKAI PerfecTV!』が封入されている。

## 収録曲

### CD
1. 夏よ止めないで 〜You're Romantic〜
作詞：山村隆太：作曲：阪井一生
  - スカパー!「2015 Jリーグ」のCMソング
2. キミがいたから
3. Let Tomorrow Be
4. 夏よ止めないで 〜You're Romantic〜(Instrumental)
5. キミがいたから(Instrumental)
6. Let Tomorrow Be(Instrumental)

| スタブアイコン | サブスタブ | この項目は、まだ閲覧者の調べものの参照としては役立たない、シングルに関連した書きかけの項目です。この項目を加筆・訂正などしてくださる協力者を求めています（P:音楽/PJ:楽曲）。 |